# Santiago Andrés Fernández
Santiago Andrés Fernández (Rosario, Santa Fe, 29 de junio de 1990) es un exfutbolista argentino que jugaba como delantero.

## Trayectoria

### Atlético Tucumán
Fernández debutó con la camiseta de Atlético Tucumán en el año 2011. En el decano disputó una temporada.

### Tiro Federal
En 2012 volvió a su ciudad natal y se sumó a Tiro Federal. En el tigre jugó hasta el 2013.

### Agropecuario
En 2013 pasó a Agropecuario. Jugó en el equipo de Carlos Casares hasta el 2015.

### Deportivo Sarmiento
En 2016 llegó a Deportivo Sarmiento de Coronel Suárez.

## Clubes
| Club                | País      |
| ------------------- | --------- |
| Atlético Tucumán    | Argentina |
| Tiro Federal        | Argentina |
| Agropecuario        | Argentina |
| Deportivo Sarmiento | Argentina |